# Maria Armanda
Maria Armanda, de seu nome completo Maria Armanda de Jesus Lopes (9 de dezembro de 1974), é uma cantora portuguesa, célebre pelo tema "Eu vi um sapo", que lhe viria a trazer a vitória no festival italiano de música infantil Sequim de Ouro, em 1980.

## Percurso
Com 4 anos, Maria Armanda já dava nas vistas a cantar e dançar. Em 1979 participou na primeira Gala Internacional dos Pequenos Cantores da Figueira da Foz com os temas  "Rir e Saltar" e "Escola é vida. A vitória na competição nacional foi do tema "Eu Vi Um Sapo", com música de César Batalha e letra de Lúcia Carvalho. Foi lançado um single com a versão do Coro Infantil de Santo Amaro de Oeiras desse mesmo tema.
Maria Armanda participou num dos episódios ,"Sardinhas e Lua", da série baseada na obra de Altino do Tojal.
Foi escolhida para representar Portugal em Bolonha, na edição de 1980 do Sequim de Ouro, festival italiano da canção infantil a favor da UNICEF, onde cantou o tema  "Eu vi um sapo". Maria Armanda foi a grande vencedora com "Ho visto un rospo", a versão italiana da canção. Foi editado o disco com a participação do Piccolo Coro dell'Antoniano que teve bastante sucesso.
Ainda em 1981 lançou  os singles "Rir e Saltar" e "Escola é vida". Foi lançado o álbum "Maria Armanda (A Kikas)".
Em 1984 deu voz ao genérico da série "Yakari". Para a CBS, lançou, em 1986, o single "Mamã Tens Razão" que incluía duas versões de temas estrangeiros com letras de Mário Contumélias.
Chegou a apresentar um programa infantil numa rádio local. Continuou a dar espectáculos até aos 20 anos.
Em 2 de Novembro de 2008, participou no programa "Minha geração", da RTP.

## Discografia
- Eu Vi Um Sapo (Single, Ri & Fi, 1980)
- Rir e Saltar/Pé coxinho (Single, Vadeca, 1981)
- Escola é Vida/Balão azul (Single, Vadeca, 1981)
- Maria Armanda (A Kikas) (LP, Vadeca)
- Digui Digui Dão/Bicho da Fruta (Single, Vadeca, 1982)
- O Espantalho Dos Feijões (Single, Vadeca, 1983)
- Olá yakari/Arco Iris (Single, CBS, 1984)
- Mamã Tens Razão/Vamos Ao Cinema(Single, CBS, 1986)